# Vele Drage
Vele Drage falu Horvátországban, a Tengermellék-Hegyvidék megyében. Közigazgatásilag Brod Moravicéhez tartozik.

## Fekvése
Fiumétól 47 km-re északkeletre, községközpontjától 3 km-re keletre, a horvát Hegyvidék (Gorski kotar) területén fekszik.

## Története
A településnek 1857-ben 170, 1910-ben 147 lakosa volt. Trianonig Modrus-Fiume vármegye Delnicei járásához tartozott. 2011-ben 28 lakosa volt.

## Lakosság
| Lakosság változása | Lakosság változása | Lakosság változása | Lakosság változása | Lakosság változása | Lakosság változása | Lakosság változása | Lakosság változása | Lakosság változása | Lakosság változása | Lakosság változása | Lakosság változása | Lakosság változása | Lakosság változása | Lakosság változása | Lakosság változása |
| ------------------ | ------------------ | ------------------ | ------------------ | ------------------ | ------------------ | ------------------ | ------------------ | ------------------ | ------------------ | ------------------ | ------------------ | ------------------ | ------------------ | ------------------ | ------------------ |
| 1857               | 1869               | 1880               | 1890               | 1900               | 1910               | 1921               | 1931               | 1948               | 1953               | 1961               | 1971               | 1981               | 1991               | 2001               | 2011               |
| 170                | 200                | 179                | 157                | 148                | 147                | 148                | 162                | 144                | 133                | 134                | 107                | 79                 | 53                 | 40                 | 28                 |

## Nevezetességei
Jézus Szíve tiszteletére szentelt temploma.